# Cäcilia Ochsner
Cäcilia Ochsner (* 23. April 1603 in Einsiedeln; heimatberechtigt ebenda (?); † 5. Februar 1659 ebenda) war eine eidgenössische Benediktinerin.

## Leben
Cäcilia Ochsner war die Tochter des Müllers Meinrad Ochsner und der Barbara Meier. Ihr Vater und drei Geschwister starben 1611 an der Pest. Sie legte 1619 ihre Profess im Kloster in der Au bei Einsiedeln ab und wurde 1628 Frau Mutter des Benediktinerinnenklosters.
Ochsner führte ab 1628 das Kloster wieder zu Prosperität. Dies gelang ihr unter anderem durch Unterstützung und Schuldennachlass seitens des Klosters Einsiedeln, Einwerben von Messstiftungen sowie durch Ablassbriefe. Die Klosterwirtschaft verbesserte sie durch neue Weidenutzungsrechte und den Zukauf von Grundstücken. Nach dem Kauf des Langrüti liess Ochsner dort 1653–1654 die Josefskapelle in Stein errichten. Das Kloster widmete sich unter ihrer Leitung auch der Erziehung junger Mädchen. Zur Verschönerung der Gottesdienste trug auch 1640 der Einbau einer Orgel bei. Im Schwesternbuch wurde Ochsner als «Heilige» betrachtet.
Cäcilia Ochsner starb am 5. Februar 1659 und wurde als Erste in der Klosterkirche vor dem Gitter beigesetzt.

## Belege
1. 1 2 3  Joachim Salzgeber: Helvetia Sacra. Abteilung III, Band 1. S. 1721.
2. 1 2 3  Albert Hug: Cäcilia Ochsner. In: Historisches Lexikon der Schweiz.  20. August 2009.

| Personendaten    | Personendaten                      |
| ---------------- | ---------------------------------- |
| NAME             | Ochsner, Cäcilia                   |
| ALTERNATIVNAMEN  | Ochsner, Barbara (Taufname)        |
| KURZBESCHREIBUNG | Schweizer Äbtissin                 |
| GEBURTSDATUM     | 23. April 1603                     |
| GEBURTSORT       | Einsiedeln, Alte Eidgenossenschaft |
| STERBEDATUM      | 5. Februar 1659                    |
| STERBEORT        | Einsiedeln, Alte Eidgenossenschaft |